# Panorpa chiensis
Panorpa chiensis är en näbbsländeart som beskrevs av Cheng 1953. Panorpa chiensis ingår i släktet Panorpa och familjen skorpionsländor. Inga underarter finns listade i Catalogue of Life.